# Campagna di Lione (1815)
La campagna di Lione del 1815 è una campagna minore della guerra della settima coalizione.
Responsabile della difesa di Lione alla testa dell'Armée des Alpes, il maresciallo Louis Gabriel Suchet entrò in campagna con circa 25 000 uomini e inizialmente sconvolse il debole contingente piemontese che fu ricacciato al confine svizzero. La situazione mutò, però, con l'arrivo delle truppe austriache al comando del generale Johann Maria Philipp Frimont: di fronte alla grande superiorità numerica dei suoi avversari, Suchet dovette abbandonare gradualmente le sue posizioni nonostante la netta vittoria del colonnello Thomas Robert Bugeaud in combattimento a L'Hôpital il 28 giugno. Assediata da un contingente austro-sardo, Grenoble cadde il 10 luglio mentre l'Armée des Alpes ripiegava su Lione dove capitolò a sua volta il 12 dello stesso mese, ponendo fine alle operazioni. Il 17 la coalizione entrò nell'antica capitale della Gallia.

## Ordine di battaglia

### Ordine di battaglia della coalizione

#### Esercito dell'Alta Italia (Esercito austro-sardo)
Questo era il secondo più grande dei contingenti austriaci. Il suo obiettivo era Lione. Il generale Johann Maria Philipp Frimont comandava questo esercito. La sua composizione in giugno era:
- I Corpo - Feldmarschallleutnant Paul von Radivojevich
- II Corpo - Feldmarschallleutnant Ferdinando Bubna von Littitz
- Corpo di riserva - Feldmarschallleutnant Franz Mauroy de Merville
- Corpo Sardo – Generale Conte Vittorio Amedeo Sallier della Torre

Totale 50 000 soldati.

#### Esercito austriaco (Esercito di Napoli)
Il generale Federico Bianchi comandava l'esercito austriaco di Napoli. Questo era il più piccolo dei contingenti militari austriaci, e aveva già sconfitto l'esercito di Murat nella guerra austro-napoletana. Il suo obiettivo nella campagna in corso era la conquista di Marsiglia e Tolone. Non era composto da napoletani come potrebbe suggerire il nome dell'esercito e come un autore ha supposto. C'era tuttavia una forza piemontese in questa zona che formava la guarnigione di Nizza sotto il tenente generale Giovanni Pietro Luigi Cacherano d'Osasco (governatore del contado di Nizza), che potrebbe essere stato il luogo in cui è sorto questo malinteso. La composizione dell'Esercito di Napoli in giugno era:
- I Corpo – Generale Adam Albert von Neipperg;[7]
- II Corpo – Generale Johann Friedrich von Mohr;
- Corpo di riserva – Generale Laval Nugent von Westmeath.[7]

Totale 23 000 soldati.

### Ordine di battaglia francese
L'Armée du Var francese (II Corpo di osservazione).
Con sede a Tolone e comandato dal maresciallo Guillaume Marie-Anne Brune. Questo esercito era incaricato di sopprimere eventuali insurrezioni monarchiche e di osservare "l'esercito di Napoli" di Bianchi. La sua composizione a giugno era:
- 24ª Divisione di fanteria;[9]
- 25ª Divisione di fanteria;
- 14º Reggimento di Cavalleria Cacciatori a cavallo[10]
- 22 cannoni.[8]

Totale 5 500 - 6 116 soldati.

## Svolgimento

### Inizio della campagna
L'esercito austriaco d'Italia, composto da truppe austriache e piemontesi, e pari a 60 000 uomini, era al comando del generale barone Johann Maria Philipp Frimont. Era destinato ad agire contro l'Armée des Alpes, al comando del maresciallo Louis Gabriel Suchet, appostato nelle vicinanze di Chambéry e Grenoble. Non è chiaro quale fosse l'entità della forza sotto Suchet, essendo stata stimata da 13 000 a 20 000 uomini; ma il Corpo di osservazione sul Varo, nelle vicinanze di Antibes e Tolone, sotto il maresciallo Guillaume Marie-Anne Brune, ammontava a 10 000 e non era occupato da alcun nemico sul fronte.
L'armata del barone Frimont era divisa in due corpi: il I Corpo al comando del tenente feldmaresciallo Paul von Radivojevich, doveva avanzare dal Canton Vallese verso Lione; e l'altro, il II Corpo sotto il tenente feldmaresciallo Conte Ferdinando Bubna che era in Piemonte, doveva penetrare nel sud della Francia attraverso la Savoia.

### I francesi abbandonano i passi del Giura
Il maresciallo Suchet aveva ricevuto da Napoleone Bonaparte l'ordine di iniziare le operazioni il 14 giugno e con marce rapide di mettere in sicurezza i valichi del Canton Vallese e della Savoia (allora parte del Regno di Sardegna), per chiuderli agli austriaci. Il 15 giugno le sue truppe avanzarono in ogni punto allo scopo di guadagnare la frontiera da Montmélian fino a Ginevra, che investì. Di qui si proponeva di impossessarsi degli importanti passi di Meillerie e di Bourg-Saint-Maurice e in tal modo di controllare l'avanzata delle colonne austriache dal Canton Vallese. A Meillerie i francesi furono accolti e respinti dall'avanguardia della colonna destra austriaca il 21 giugno. Per mezzo di marce forzate tutta questa colonna, accompagnata dallo stesso barone Frimont, raggiunse l'Arve il 27 giugno. La colonna di sinistra, sotto il conte Bubna, attraversò il Colle del Moncenisio il 24 e 25 giugno. Il 28 giugno la colonna fu aspramente contrastata dai francesi a Conflans; tuttavia, gli austriaci riuscirono ad impadronirsene.
Per assicurarsi il passaggio del fiume Arve, il 27 giugno l'avanguardia della colonna di destra si spostò a Bonneville sulla sua sponda sinistra, ma i francesi, che già avevano fortificato questo luogo, mantennero una strenua resistenza. Nel frattempo però gli austriaci si impadronirono del passaggio di Carrouge; con ciò i francesi furono posti nella necessità di evacuare Bonneville, e di abbandonare la valle dell'Arve. La colonna austriaca ora passava Ginevra, e cacciava i francesi dalle alture di Le Grand-Saconnex e da Saint-Genix. Il 29 giugno questa parte dell'esercito austriaco si mosse verso il Giura e, il 1º luglio, prese disposizioni per attaccare le ridotte e le trincee che i francesi avevano eretto per difendere i passi. L'assalto più vigoroso fu eseguito al passo di Les Rousses, ma gli austriaci furono respinti. Furono quindi istituite riserve e i francesi, dopo aver lasciato i loro trinceramenti per ingaggiare i nemici, ebbero una buona opportunità per un attacco laterale su di loro con cavalleria e artiglieria. Il passo fu catturato dagli austriaci e i francesi furono costretti ad abbandonare sia esso che gli altri passi del Giura. L'avanguardia austriaca inseguì i francesi e raggiunse in serata Saint-Claude, sulla strada che da Gex portava a sinistra; e Saint-Laurent, nella direzione originale dell'attacco, oltre Le Rousses.

### Fort l'Écluse si arrende agli austriaci
Nel frattempo il corpo di riserva austriaco sotto il Feldmarschallleutnant (maggior generale) Franz Mauroy de Merville fu incaricato di avanzare e respingere i francesi sul Rodano. Questi ultimi, in ritirata, distrussero il ponte di Seyssel e, tenendo il Fort l'Écluse, chiusero la strada da Ginevra a Lione. Una ridotta era stata costruita davanti al forte che comandava completamente l'avvicinamento. Fu preso d'assalto e trasportato dal reggimento di fanteria ungherese "Fürst Esterhazy" (IR.32). Il forte stesso fu ora trasformato dal Corpo di riserva lungo la riva sinistra del Rodano, con il progetto di forzare il passaggio alla Perte du Rhône. Qui i francesi avevano costruito una testa di ponte che, tuttavia, furono costretti ad abbandonare in seguito a un movimento compiuto dal I Corpo sotto il Feldmarschallleutnant Radivojevich. Al momento del ritiro i francesi distrussero il bellissimo ponte in pietra allora esistente e resero quindi necessario per gli austriaci costruire ponti temporanei sullo spazio estremamente stretto tra le rocce che delimitano il torrente in questo punto notevole. L'avanguardia del Corpo di riserva, al comando del generale conte Ignaz zu Hardegg, attraversò per la prima volta il Rodano e trovò i francesi appostati a Charix, alle spalle di Châtillon, sulla strada per Nantua. Il conte Hardegg ordinò subito un attacco e dopo aver incontrato un'ostinata resistenza, costrinse i francesi al ritiro.
Le truppe del I Corpo austriaco che, nel frattempo, erano rimaste davanti al Fort l'Écluse, avevano iniziato un bombardamento e questo, dopo ventisei ore di durata, danneggiò notevolmente il forte. Esplose una polveriera, che causò un incendio generale; per sfuggire, la guarnigione si precipitò fuori, e si arrese a discrezione agli austriaci: così, in tre giorni, la strada maestra da Ginevra a Lione fu aperta all'Armata d'Italia.

### Resa di Lione
Il 3 luglio il generale Joseph Freiherr Bogdan von Sturmbruck, con l'avanguardia del I Corpo austriaco, essendo stato rinforzato dal tenente feldmaresciallo Radivojevich, attaccò i francesi a Oyonnax, al di là di Saint-Claude, dove il generale francese Jean-Pierre Maransin aveva preso posizione favorevole con una forza di 2 000 uomini. Gli austriaci voltarono il fianco sinistro di Maransin e costrinsero i francesi a ritirarsi. Il I Corpo raggiunse Bourg-en-Bresse il 9 luglio.

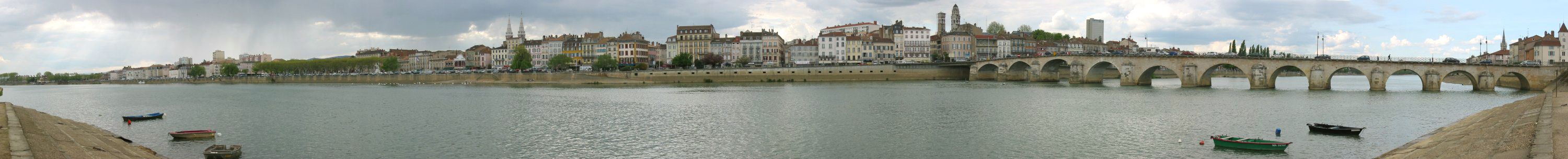
Mâcon e il fiume Saona

Il 10 luglio un distaccamento al comando del maggiore generale Philipp Pflüger von Lindenfels, fu spinto a Mâcon sulla Saona e prese possesso della testa di ponte ivi costruita e del luogo stesso.
Il 7 luglio il II Corpo sotto il conte Bubna raggiunse Les Échelles. Un distaccamento composto principalmente da truppe piemontesi al comando del tenente generale Conte Vittorio Amedeo Sallier della Torre, era stato incaricato di catturare Grenoble, davanti alla quale era arrivata la sua avanguardia il 4 luglio. Il 6 luglio furono attaccati i sobborghi; e la comunicazione tra Grenoble e Lione fu interrotta. La guarnigione, composta da otto battaglioni della Guardia nazionale, si offrì di capitolare il 9 luglio, a condizione di poter tornare alle proprie case. Che si potesse mantenere una vigorosa difesa era evidente dal fatto che gli austriaci trovarono sul posto cinquantaquattro cannoni e otto mortai, e grandi quantità di vettovaglie.
Il II Corpo del Conte Bubna e il Corpo della Riserva, con movimenti simultanei, si radunarono davanti a Lione il 9 luglio. Un armistizio fu sollecitato dalla guarnigione l'11 luglio e concesso a condizione che Lione e il campo trincerato fossero evacuati e che il VII Corpo francese (del maresciallo Suchet) si ritirasse dietro la Loira, mantenendo le postazioni avanzate di Suchet entro una linea di demarcazione stabilita.

### Armistizio generale
Il tenente generale piemontese Giovanni Pietro Luigi Cacherano d'Osasco, che era stato distaccato a Nizza, concluse il 9 luglio un armistizio con il maresciallo Brune, che comandava l'Armée du Var, di fronte alle Alpi Marittime.
Dopo essersi assicurato il possesso della linea del Rodano fino alla sua confluenza con l'Isère, e anche di quella parte della Saona tra Mâcon e Lione, l'Armata d'Italia procedeva ora verso la linea superiore di quest'ultimo fiume, lasciando il II Corpo sotto il conte Bubna a Lione, davanti al maresciallo Suchet. Il I Corpo marciò su Chalon-sur-Saône, al fine di ottenere la testa di ponte in quel punto. A quel tempo l'Armée du Jura francese sotto il generale Claude Lecourbe era a Salins-les-Bains, tra Dole e Pontarlier. Siccome Besançon non era ancora stata invasa, il barone Frimont staccò una parte del corpo di riserva sotto il generale Hecht a Salins, mentre il generale Joseph von Fölseis si staccò dal I corpo verso Dole. L'avanguardia del I Corpo era arrivata davanti alla testa di ponte a Châlons e aveva completato le sue disposizioni per l'attacco quando il luogo si era arreso. Con l'avanzata, contemporaneamente, di Hecht su Salins e di Fölseis da Dole su Besançon, la ritirata del generale francese Jean Grégoire Barthélemy Rouger de Laplane fu completamente interrotta. Ne derivò una convenzione che sanciva lo scioglimento della Guardia nazionale, la resa di tutti gli ufficiali e l'abbandono di uno dei forti di Salins agli austriaci.
Il 20 luglio il I Corpo avanzò da Chalon-sur-Saône fino ad Autun. Besançon essendo stata nel frattempo occupata dalle truppe austriache dell'Armata dell'Alto Reno, fu effettuata una congiunzione con quest'ultima dall'Armata d'Italia di Digione; e così pose fine a tutte le ostilità da quella parte della Francia.